# グリース2
『グリース2』（原題：Grease 2）は、1982年制作のアメリカ合衆国のミュージカル映画。『グリース』の続編。前作からキャストを一新し、前作で振付けを担当したパトリシア・バーチが監督した。

## あらすじ
前作から2年後の1961年9月、新学期が始まったライデル高校にイギリスからマイケルという青年が転校してくる。マイケルは早速、学校内のレディース・グループ「ピンク・レディーズ」のリーダーのステファニーに一目惚れするが、彼女はマイケルのような優等生タイプには興味がなく、全く彼を相手にしない。
彼女の理想の恋人がクール・ライダーであることを知ったマイケルはクール・ライダーになるべく、アルバイトでお金を溜めてバイクを購入、秘かに運転を練習をする。数日後、男子生徒のグループ「T・バーズ」が敵対するバルミュードのグループと一触即発になった時、黒ヘルメットに黒レザーのライダーが出現し、素晴らしい腕前を披露する。ステファニーはたちまちそのライダーに恋をする。
その後、学校でレビュー・ショーが開かれ、ピンク・レディーズとT・バーズが優勝したが、例のライダーがいないため、ステファニーだけは表情が浮かない。そこへ、バルミュード一味のバイク軍団が現れて大暴れする。その時、例のライダーが出現、バルミュード一味をやっつける。そして、ライダーはヘルメットを外す。その正体はマイケルだった。

## キャスト
- マイケル：マックスウェル・コールフィールド（吹替：堀秀行）
- ステファニー：ミシェル・ファイファー（吹替：堀江美都子）
- ポーレット：ローナ・ラフト（吹替：小宮和枝）
- シャロン：モーリーン・ティーフィー（吹替：鵜飼るみ子）
- ロンダ：アリソン・プライス（吹替：山田栄子）
- ジョニー：エイドリアン・ズメッド（吹替：水島裕）
- デイヴィー：リーフ・グリーン（吹替：龍田直樹）
- グース：クリストファー・マクドナルド（吹替：堀内賢雄）
- ルイス：ピーター・フレチェット（吹替：大塚芳忠）
- ブランチ：ドディ・グッドマン（吹替：斉藤昌）
- マッギー校長：イヴ・アーデン（吹替：高橋和枝）
- メイソン：コニー・スティーヴンス（吹替：小原乃梨子）
- スチュアート：タブ・ハンター（吹替：納谷六朗）
- ドロレス：パメラ・セガール（吹替：高田由美）
- バルミュード：デニス・C・スチュアート（吹替：鈴置洋孝）
- フレンチー：ディディ・コーン（吹替：安達忍）
- ユージーン：エディ・ディーゼン（吹替：島田敏）
- オーナー：ディック・パターソン（吹替：増岡弘）
- コーチ・カルホーン：シド・シーザー（吹替：嶋俊介）

※テレビ放送：フジテレビ「ゴールデン洋画劇場」1986年3月22日　(DVDに収録)